# Федорук Андрій Михайлович
Федорук Андрій Михайлович (нар. 1968, м.Ковель, Волинська область, УРСР, СРСР) — український бізнесмен та політичний діяч, державний службовець 2-го рангу. Голова Донецької обласної ради у 2011–2014 роках.

## Життєпис
Народився 19 березня 1968 року в місті Ковелі Волинської області (Українська РСР). Навчався у середній школі у Ковелі, після закінчення 8-го класу продовжив навчання у Мінському суворовському військовому училищі.

### Військова служба
У 1985-1989 роках був курсантом Сумського вищого артилерійського командного училища ім. М. В. Фрунзе (за фахом: «Тактична артилерія»). Після закінчення військового училища рік прослужив Південній групі радянських військ в Угорщині. Згодом військова частина після розпаду Організації Варшавського Договору була передислокована в Україну, в м. Артемівськ. В 1992 році поступив до Української юридичної академії (в майбутньому — Національний університет «Юридична академія України імені Ярослава Мудрого») в м. Харкові (закінчив в 1999 році за фахом «правознавство»).
Ще під час отримання юридичної освіти почав працювати юрисконсультом у військовій частині, що дислокувалася у м.Луганськ. Через два роки був переведений у м.Донецьк, де служив (військове звання: капітан) в управлінні Другого армійського корпусу, але наприкінці 1996 року корпус був розформований і А. Федорук звільнився із військової служби.

### Бізнес
Після звільнення з військової служби працював юрисконсультом у приватній фірмі, пізніше розпочав адвокатську практику. Згодом переїхав у Донецьк, де почав працювати у ТОВ «Донбаський розрахунково-фінансовий центр» (ДРФЦ) і доріс з юрисконсульта до посади начальника юридичного відділу. Далі працював в компанії «Кепітал Білдінг Корпорейшн» (КБД), що займалася будівництвом. До листопада 2010 року обіймав посаду генерального директора АТ «Менеджмент Асетс Корпорейшн» (МАКО). ДРФЦ, КБД та МАКО — це компанії, кінцевим бенефіціаром яких є син Януковича В. Ф. — Олександр Янукович, через що А. Федорука відносять до найближчого оточення старшого сина президента-втікача.

### Політична діяльність
У листопаді 2010 року був обраний депутатом Донецької обласної ради (6-го скликання) від Партії регіонів (№ 33 списку, балотувався як безпартійний). Обіймав посаду заступника голови облради, входив до складу постійної комісії з питань економічної політики, бюджету і фінансів. З липня по серпень 2011 року, після призначення попереднього голови А.Шишацького на посаду голови Донецької ОДА, тимчасово виконував обов'язки голови Донецької облради. А 4 серпня 2011 року був обраний головою Донецьку обласної ради (кандидатуру А. Федорука запропонував сам А. Шишацький, інших кандидатів не було). За підсумками таємного голосування за призначення А. Федорука проголосували 124 депутати з 132-х.
Колишній член Партії регіонів.
3 березня 2014 року Андрій Федорук подав у відставку з поста голови Донецької обласної ради, причому на сесію облради не з'явився, а лише залишив заяву про свою відставку.

## Сімейний стан
Станом на лютий 2014 року: Одружений. Дружина — Валентина, психолог. Двоє дітей: син Андрій — студент Донецького філіалу Українського держуніверситету фінансів та міжнародної торгівлі, дочка Ганна — студентка Донецького медколеджу.